# Ligne Kintetsu Namba
La ligne Kintetsu Namba (近鉄難波線, Kintetsu Nanba-sen) est une courte ligne ferroviaire du réseau Kintetsu située dans la ville d'Osaka au Japon. Elle relie la gare d'Osaka-Namba à celle d'Osaka-Uehommachi et permet l’interconnexion avec le réseau Hanshin.

## Histoire
La ligne a été inaugurée le 15 mars 1970.

## Caractéristiques

### Ligne
- Ecartement : 1 435 mm
- Alimentation : 1 500 V par caténaire

### Interconnexion
A Osaka-Uehommachi, les trains continuent sur la ligne Kintetsu Osaka ou sur la ligne Kintetsu Nara. A Osaka-Namba, certains trains continuent sur la ligne Hanshin Namba.

### Liste des gares
| Numéro | Gare                 | Nom japonais | Distance depuis Osaka-Namba (km) | Correspondances | Arrondissement |
| ------ | -------------------- | ------------ | -------------------------------- | --- | -------------- |
| A01    | Osaka-Namba          | 大阪難波     | 0                                | Hanshin : Namba (interconnexion) Métro d'Osaka : Midōsuji, Sennichimae, Yotsubashi (à Namba) Nankai : Nankai, Kōya (à Namba) JR West : Yamatoji (à JR Namba) | Chūō           |
| A02    | Kintetsu-Nippombashi | 近鉄日本橋   | 0,8                              | Métro d'Osaka : Sakaisuji, Sennichimae (à Nippombashi) | Chūō           |
| A03    | Osaka-Uehommachi     | 大阪上本町   | 2,0                              | Kintetsu : Nara, Osaka (interconnexion) Métro d'Osaka : Tanimachi, Sennichimae (à Tanimachi 9-chome)                                                         | Tennōji        |